# René Pottier (auteur)
Cet article concerne l'explorateur et auteur. Pour le cycliste, voir René Pottier (cyclisme). Pour les homonymes, voir Pottier.
 (juin 2012).
Si vous disposez d'ouvrages ou d'articles de référence ou si vous connaissez des sites web de qualité traitant du thème abordé ici, merci de compléter l'article en donnant les références utiles à sa vérifiabilité et en les liant à la section « Notes et références ».
René Pottier, né le 20 juillet 1897 à Beaugency (Loiret) et mort le 18 juin 1968 à Ivry-sur-Seine (Val-de-Marne), est un explorateur, homme de lettres et peintre français, membre de l'Académie des sciences coloniales.

## Biographie
Artiste complet (peintre, dessinateur, graveur), René Pottier a passé une partie de sa vie à étudier l’Afrique du Nord et le Sahara comme le rappellent ses nombreuses œuvres et parutions. Son épouse, Jeanne, qui l'accompagnait dans ses voyages africains, était elle aussi passionnée par le Sahara et a également écrit un livre sur les Légendes Touareg (Paris, Fernand Sorlot, 1943).
Vers 1920, il fait faire la décoration de son appartement du 6 rue Férou à Paris 6e arrondissement par l'architecte décorateur et peintre Louis Süe, avec l'associé de ce dernier, le peintre André Mare.
Il a aussi écrit un ouvrage paru en 1941 qui retrace l'histoire du Plessis-Robinson où il s’est installé en 1929.
Faisant partie du Conseil municipal de la Libération, il figure sur la « liste d’action sociale et familiale » présentée par le Mouvement républicain populaire aux élections municipales de 1953, puis sur la liste des Indépendants radicaux lors des élections municipales suivantes. Il quitte le Plessis-Robinson en 1960.
L'une de ses œuvres (Place de Tebestbest en Algérie) se trouve dans les collections du Musée du Quai Branly à Paris ainsi que de nombreux objets qu'il a ramenés de ses voyages au Maghreb et au Sahara.
René Pottier est aussi un des concepteurs et animateurs de l'émission de Radio Union française : magazine de la France d'Outre mer, diffusée par la Radiodiffusion française (RDF) puis la Radiodiffusion-télévision française (RTF) de 1946 à 1959.

## Liste des œuvres

### Livres
- La Tente noire, Les Œuvres représentatives, 1933 (avec Saad Ben Ali)
- Aïchouch, La Djellabya : Princesse saharienne, Les Œuvres représentatives, 1933 (avec Saad Ben Ali)
- La Tripolitaine vue par un Français, Fernand Sorlot, Paris, 1937
- Henri Duveyrier, un prince saharien méconnu, Plon, Paris, 1938 (préface de Conrad Kilian), prix Montyon de l’Académie française en 1938
- La vocation saharienne du Père de Foucauld, Plon, Paris, 1939, prix Général Muteau de l’Académie française en 1940
- Initiation à la médecine et à la magie en Islam, Fernand Sorlot, Paris, 1939
- Histoire d'un village : Le Plessis-Robinson, Fernand Sorlot, Paris, 1941 (réédition : NEL, 2008)
- Le Transsaharien, liaison d'Empire, Fernand Sorlot, Paris, 1941
- Charles de Foucauld et Marie de Magdala, Fernand Sorlot, 1942
- Laperrine, conquérant pacifique du Sahara, Fernand Sorlot, Bibliothèque de l'Institut maritime et colonial, 1943 (réédition : NEL, 2008)
- Jean Bart, Fernand Sorlot, Paris, 1943
- Saint Augustin le Berbère, Les Publications techniques et artistiques, Paris, 1945, (réédition : Fernand Lanore, 2006)  (ISBN 2851572822)
- Au pays du voile bleu, Nouvelles Éditions Latines, Paris, 1945
- Charles de Foucauld le prédestiné, Fernand Sorlot, Paris, 1946
- Histoire du Sahara, Nouvelles Editions Latines, Paris, 1947
- Le cardinal Lavigerie, Apôtre et Civilisateur, Les Publications Techniques et Artistiques, Paris, 1947
- Flatters, Éditions de l'Empire Français (Les grands coloniaux), Paris, 1948
- La croix sous le burnous, Éditions de la Bonne Presse, Paris, 1950
- Le Sahara, Arthaud, Grenoble, 1950

### Illustrations
- Émile Baumann, Heures d'été au Mont Saint-Michel, Grasset, Paris, 1923
- Émile Verhaeren, Le Cloître, Crès, Paris, 1926
- Jérôme Tharaud & Jean Tharaud, En Bretagne, éditions de la Chronique des Lettres Françaises, Paris, 1927
- Henri de Régnier, Le Mariage de minuit, Hachette, Paris, 1928
- Perse, Six Satires, Pot Cassé, Paris, 1930 (traduit du latin par A. Perreau)
- Gérard d'Houville, Tant pis pour toi, Fayard, Paris, 1931
- Gyp, Le Chambard, J. Ferenczi, Paris, 1931
- Henry Bordeaux, Le Pays natal, Le livre de demain, Fayard, Paris, nov. 1931, 1938. 38 bois originaux de René Pottier
- Andreas Haukland, Une famille de pionniers, Sorlot, Paris, 1943